# 先導工場
先導工場（英語：pilot plant），或稱試驗工場、试产厂，是採用新生產技術或生產少量基於新技術之產品的商業預生產系統，其主要目的是學習新技術。然後將獲得的知識用於全面生產系統和商業產品的設計，以及用於確定進一步的研究目標和支持投資決策的知識。其他（非技術性）目的包括獲得公眾對新技術的支持以及質疑政府法規等。
先導工場是一個相對的術語，因為先導工廠通常比大規模生產工場要小，但也建有各種規模。此外，由於先導工場旨在學習，它們通常更靈活，但也可能因此需付出經濟代價。一些先導工場是在實驗室中使用庫存實驗室設備建造的，而另一些則需要大量的興建工程，花費數百萬美元，並且是由製程設備、儀器和管道定制組裝和製造的。它們也可以用來培訓人員進行全面的工場培訓。與示範工場相比，先導工場往往較小。

## 術語
類似於先導工場的詞是先導產線。本質上，先導工場和先導產線執行相同的功能，但「先導工場」常用於化學、生物和先進材料生產系統，而「先導產線」則通常用於新技術。「公斤實驗室」一詞也用於小型先導工場，指的是其預期的產量。

## 風險管理
先導工場用於降低與大型工場建設相關的風險。它們以幾種方式這樣做：
- 電腦模擬和半經驗方法用於確定中試驗規模系統的局限性。這些數學模型然後在物理試驗規模的工場中進行測試。各種建模方法用於放大。這些方法包括：
  - 化學相似性研究
  - 數學建模
  - Aspen Plus或Aspen HYSYS建模
  - 有限元素分析（FEA）
  - 計算流體力學（CFD）
    - 這些理論建模方法可獲得以下內容：
      - 最終的質量和能量平衡
      - 優化的系統設計和容量
      - 設備要求
      - 系統限制
      - 確定試點模塊成本的基礎
- 與大型工場相比，它們的建造成本大大降低。業務不會給效率低下或不可行的項目帶來太多的財務資本風險。此外，可以在先導規模上更便宜地進行設計更改，並且可以在建造大型工場之前解決此過程中的糾結。
- 它們為大規模工場的設計提供了有價值的數據。例如，可以獲取有關反應、材料特性、腐蝕性的科學數據，但是很難預測任何復雜過程的行為。可以使用其他過程的工程數據，但是不能始終將這些數據清楚地應用於感興趣的過程。設計人員使用來自先導工場的數據來完善其生產規模設施的設計。

如果系統定義明確並且工程參數已知，則不使用先導工場。例如，想要通過建立與現有工場具有相同功能的新工場來擴大生產能力的企業可能會選擇不使用先導工場。
此外，電腦上程序模擬的進步增加了製程設計者的信心，並減少了對先導工場的需求。但是，它們仍然被使用，因為即使是最先進的仿真也無法準確預測複雜系統的行為。

## 工場特性的尺度依賴性
隨著系統尺寸的增加，取決於物質數量（具外延性質）的系統特性可能會發生變化。化工廠中的表面積與液體的比率就是這種特性的一個很好的例子。例如，在小規模的化學藥品中，燒瓶中的表面積與液體之比相對較大。但是，如果將所討論的反應按比例放大以適合500加侖的槽，則表面積與液體的比率將變得更小。由於表面積與液體之比的這種差異，熱力學的確切性質和過程的反應動力學以非線性方式變化。這就是為什麼燒杯中的反應與大規模生產過程中的同一反應有很大不同的原因。

### 其他因素
在向生產規模轉變的過程中可能會改變的其他因素包括：
- 反應動力學
- 化學平衡
- 材料特性
- 流體動力學
- 熱力學
- 設備選型
- 攪動
- 均勻

從先導工場的運行中收集數據之後，可以建造更大的生產規模的設施。可替代地，可以建造示範工場，該工場通常大於先導工場，但是小於大規模生產工場，以證明該方法的商業可行性。為了測試新產品、新原料或不同操作條件的想法，企業有時會繼續經營先導工場。另外，它們也可以作為生產設備運行，以增加主工場的產量。
最近的趨勢試圖使工場規模盡可能小以節省成本。這種方法稱為微型工場技術。流動化學迎合了這一趨勢，並使用流動微型工場技術進行小規模生產。

## 書目
- M. Levin (Editor), Pharmaceutical Process Scale-Up (Drugs and the Pharmaceutical), Informa Healthcare, 3rd edition, ISBN 978-1616310011 (2011)
- M. Lackner (Editor), Scale-up in Combustion, ProcessEng Engineering GmbH, Wien, ISBN 978-3-902655-04-2 (2009).
- M. Zlokarnik, Scale-up in Chemical Engineering, Wiley-VCH Verlag GmbH & Co. KGaA, 2nd edition, ISBN 978-3527314218 (2006).
- Richard Palluzi, Pilot Plants: Design, Construction and Operation, McGraw-Hill, February, 1992.
- Richard Palluzi, Pilot Plants, Chemical Engineering, March, 1990.